# 比叙雷勒
比叙雷勒（法語：Bussurel，法語發音：[bysyʁɛl]）是法国上索恩省的一个旧市镇，属于吕尔区。1972年，比叙雷勒并入市镇埃里库尔。

## 地理
比叙雷勒（47°32'47"N, 6°46'47"E）面积，位于法国勃艮第-弗朗什-孔泰大區上索恩省，该省份为法国东部内陆省份，北起顺时针与孚日省、贝尔福地区省、杜省、汝拉省、科多尔省和上马恩省接壤。
比叙雷勒的时区为UTC+01:00、UTC+02:00（夏令时）。

## 行政
比叙雷勒的邮政编码为，INSEE市镇编码为70108。

## 人口
比叙雷勒于2018年1月1日时的人口数量为748人。